# Pavel Filonov

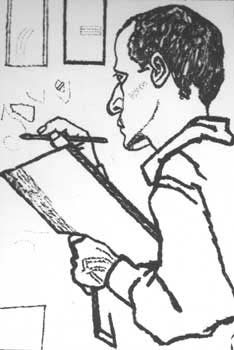
"Zelfportret" van Pavel Filonov

Pavel Nikolajevitsj Filonov (Russisch: Павел Николаевич Филонов) (Moskou, 8 januari 1883 – Leningrad, 3 december 1941) was een Russisch kunstschilder en dichter.

## Leven en werk
Filonov werd geboren in Moskou, maar verhuisde in 1897 naar Sint-Petersburg om schilderlessen te nemen. In 1908 werd hij toegelaten tot de Academie voor Schone Kunsten, maar in 1910 werd hij er van school gestuurd.

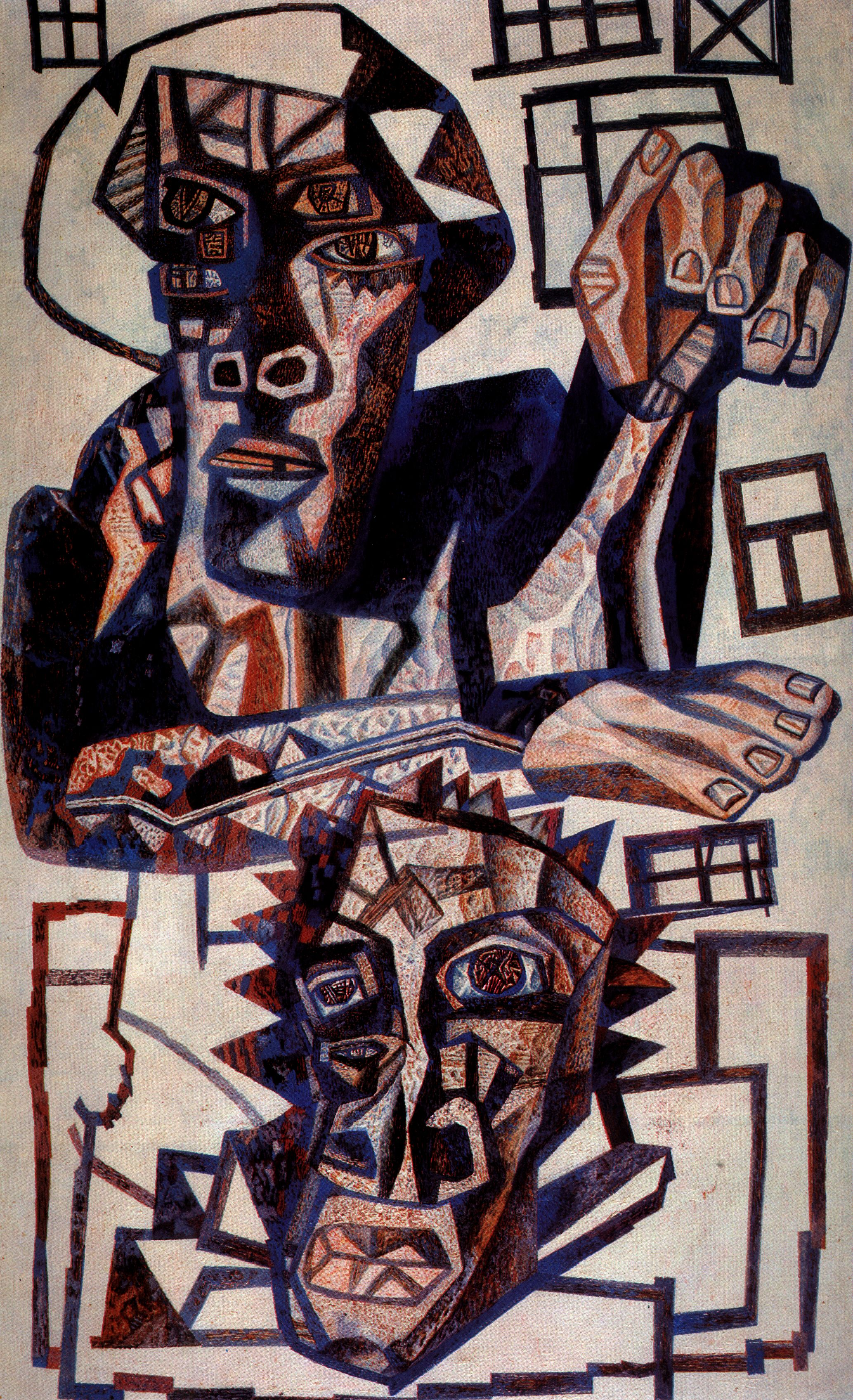
twee koppen; gespuis (1925)

Van 1910 tot 1914 nam hij deel aan de avant-gardistische beweging. In 1912 schreef hij het spraakmakende artikel “Het kanon en de wet”, waarin hij de principes van zijn analytisch realisme, oftewel het anti-kubisme, uiteenzette. Volgens Filonov gebruiken Kubisten objecten als geometrische werkelijkheden, maar willen analytisch realisten vooral objecten van het innerlijke leven presenteren.
Van 1913 tot 1915 behoorde Filonov tot de kringen van Vladimir Majakovski, Velimir Chlebnikov en andere Russische futuristen. In die tijd schreef hij ook gedichten. Begin 1916 nam hij dienst om te vechten in de Eerste Wereldoorlog. Vervolgens nam hij actief deel aan de Russische Revolutie. Na de revolutie nam hij deel aan een aantal succesvolle tentoonstellingen, onder meer aan de `Eerste vrije kunstenaarsexpositie´ in de Hermitage, in 1920.
In 1923 werd Filonov docent aan het Instituut voor Artistieke Cultuur in Sint-Petersburg. Daar vormde hij een eigen analytisch-realistische school met zo´n zeventig beginnende kunstenaars, door hemzelf “Universele Bloei” genoemd (Mirovoi rastsvet), sterk beïnvloed door het expressionisme. Filonov propageerde werken van het concrete naar het algemene. Hij vond dat objecten en vlakken opgebouwd moesten worden vanuit details. Om dit te bereiken eiste hij van zijn studenten dat ze werkten met heel kleine penselen en dat ze begonnen met het tekenen van de fijnste puntjes.
In 1929 wilde Filonov een grootse ´retrospectieve´ tentoonstelling organiseren in het Russisch Museum in Leningrad, maar de Sovjet-autoriteiten verboden die op het laatste moment. Vanaf dat moment raakte Filonov uit de gratie, verloor hij zijn baan en was hij in de jaren dertig een aantal keren dicht bij de hongerdood, mede omdat hij consequent weigerde om zijn werk tegen spotprijzen te verkopen aan privéverzamelaars.
Filonov stierf in 1941 de hongerdood tijdens het Beleg van Leningrad.

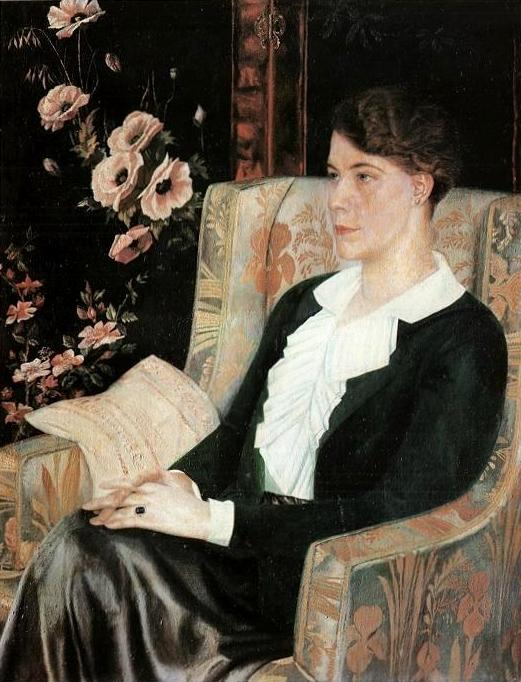
Filonovs zus J.N. Glebova (1915)

## Nalatenschap
Het werk van Filonov werd bewaard door zijn zuster Jevdokija Nikolajevna Glebova en uiteindelijk door haar geschonken aan het Russisch Museum. In 1967 mocht voor het eerst weer een tentoonstelling van Filonov plaatsvinden, in Novosibirsk. Vanaf 1988 was zijn werk officieel weer toegestaan in Rusland. In 1989 en 1990 vonden in Parijs enkele bijzonder succesvolle exposities plaats van zijn werk welke internationale aandacht trokken. Sindsdien geldt Filonov als een van de belangrijkste 'herontdekkingen' van na de glasnost.

## Galerij

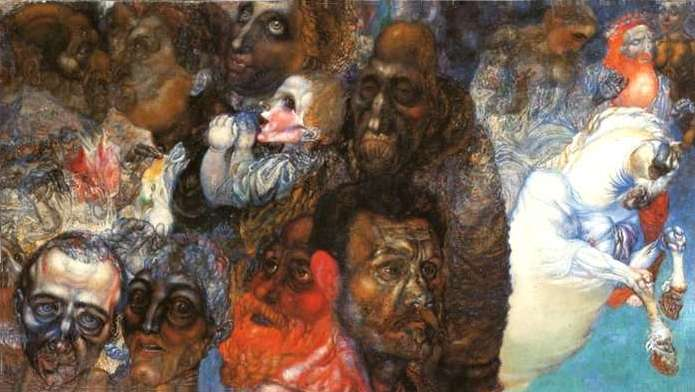
Koppen (1910).
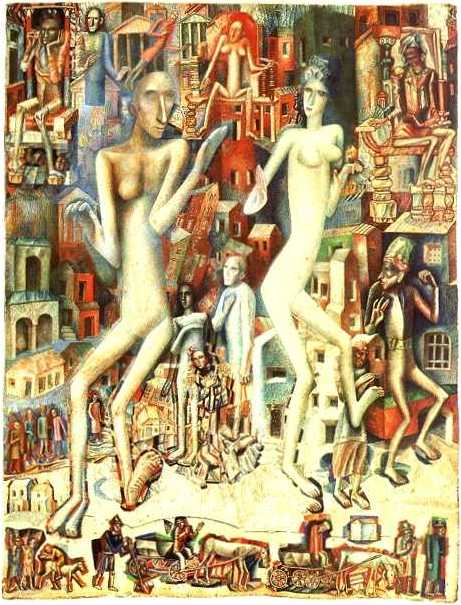
Een man en een vrouw (Adam en Eva) (1912–1913).
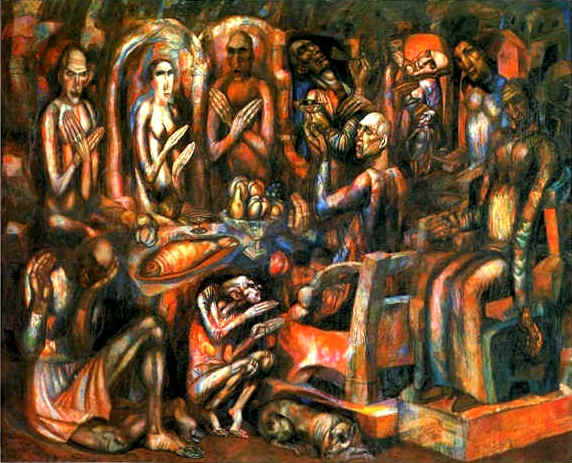
Het banket van de koningen (1913).
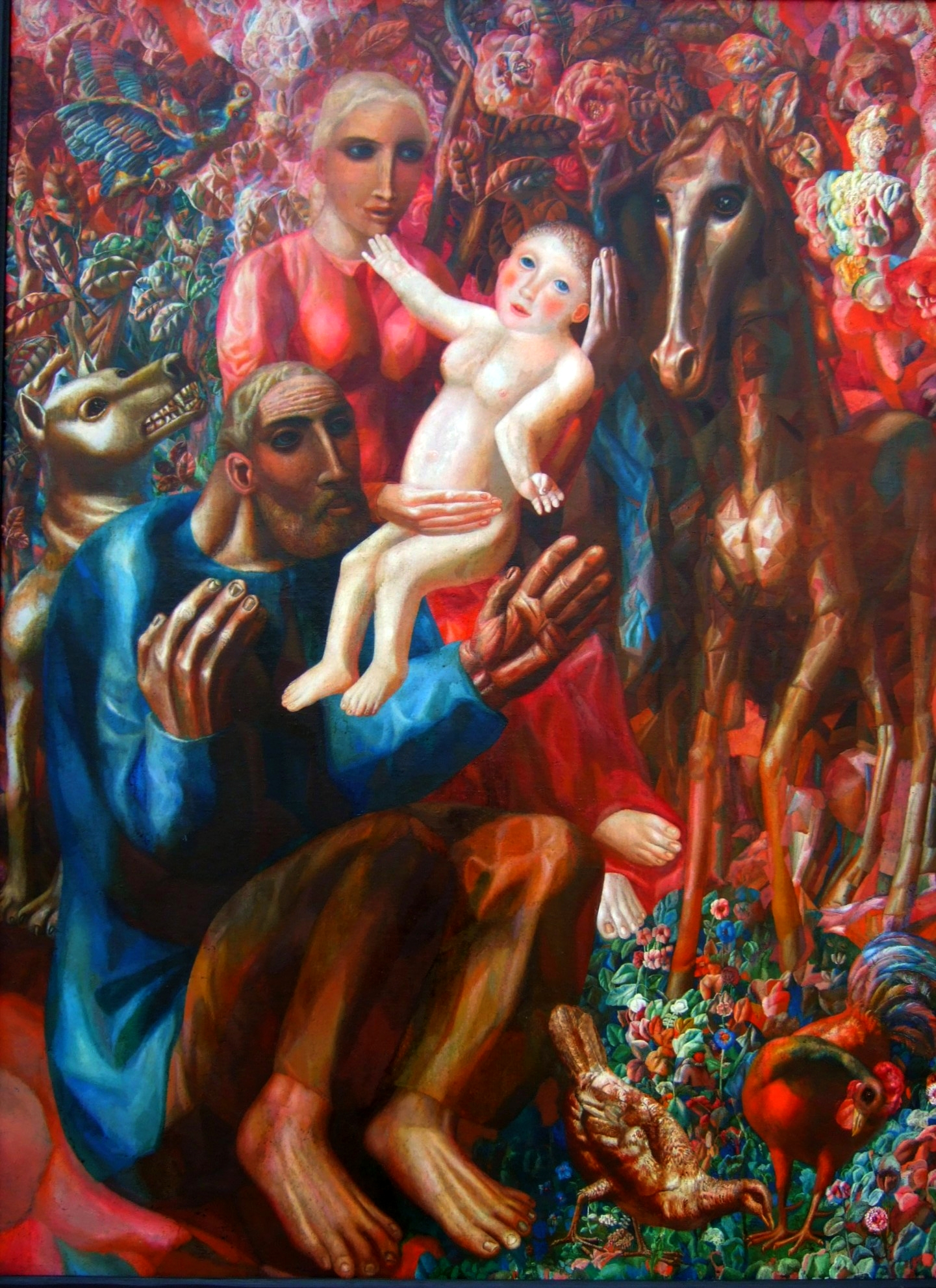
Een boerenfamilie; de heilige familie (1914)
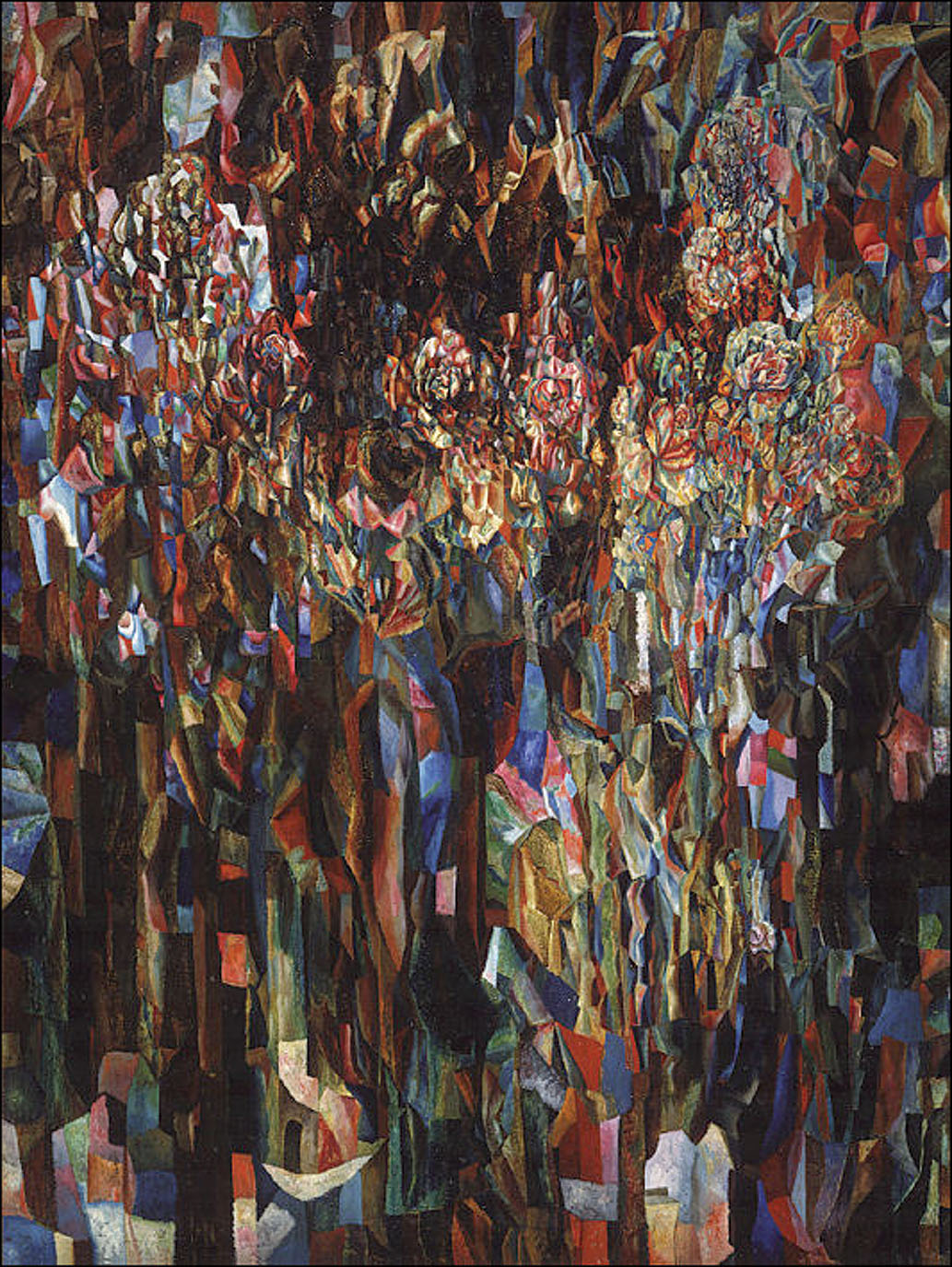
Universele bloei (1915).
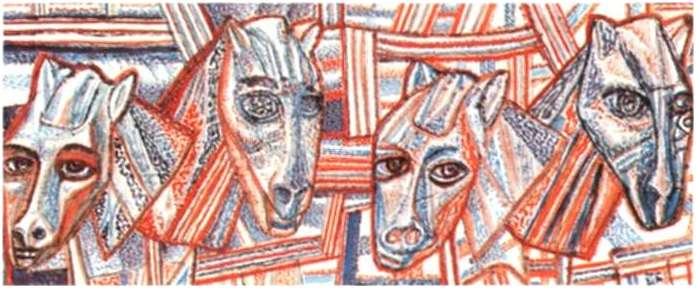
Paarden (1924–1925).
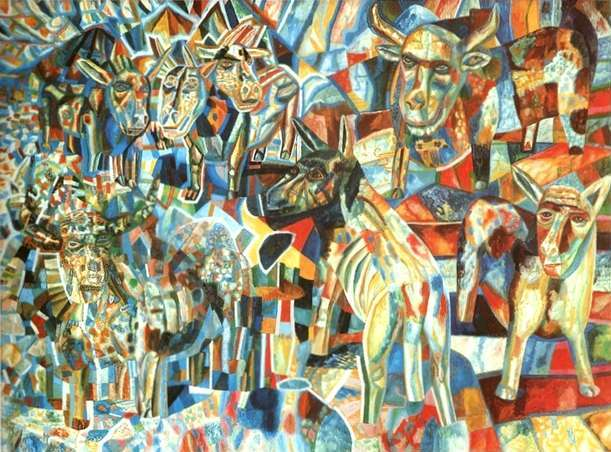
Dieren (1930).
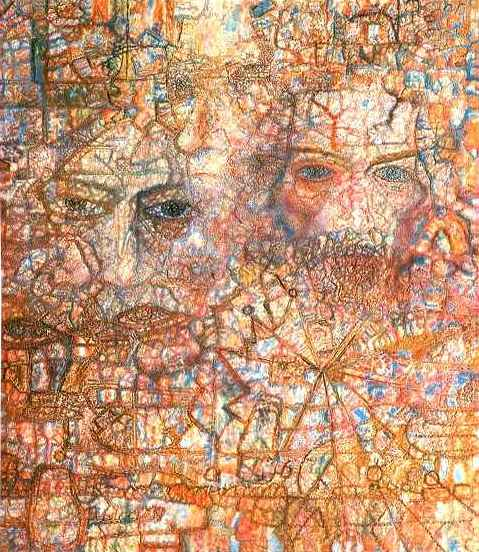
Gezichten (1940).

- Bibsys: 90215129
- Bibliothèque nationale de France: cb121493907 (data)
- CiNii: DA06080851
- Gemeinsame Normdatei: 118935356
- International Standard Name Identifier: 0000 0001 2136 4469
- Library of Congress Control Number: n82224063
- Nationale Bibliotheek van Letland: 000112103
- Nationale Bibliotheek van Tsjechië: jo20000082677
- Nationale Bibliotheek van Israël: 987007303372505171
- Nationale en Universitaire bibliotheek Zagreb: 000021282
- Nederlandse Thesaurus van Auteursnamen: 071613315
- Réseau des bibliothèques de Suisse occidentale: 02-A003243051
- RKD-Nederlands Instituut voor Kunstgeschiedenis: 28013
- Istituto Centrale per il Catalogo Unico: UFIV050747
- LIBRIS: 213398
- SNAC: w6k07vx6
- Système universitaire de documentation: 02998419X
- Union List of Artist Names: 500016882
- Virtual International Authority File: 64043652
- WorldCat: E39PBJwtrcKHCJWwJhXdM734v3